# Triconodon
Triconodon és un gènere extint de mamífers eutriconodonts de la família dels triconodòntids que visqueren a Europa durant el Berriasià (Cretaci inferior), fa aproximadament 145 milions d'anys. Se n'han trobat restes fòssils al Regne Unit. Les espècies d'aquest grup estaven dotades de quatre dents premolars inferiors i quatre dents molars inferiors. El cervell era més o menys de la mateixa mida que en els mamífers vivents amb el cervell més petit. El nom genèric Triconodon significa 'dent de tres cons'.